# 9 أبريل
- السبت
- الأحد
- الاثنين
- الثلاثاء
- الأربعاء
- الخميس
- الجمعة

- 2929 رمضان 1446  هـ
- 301 شوال 1446  هـ
- 312 شوال 1446  هـ
- 13 شوال 1446  هـ
- 24 شوال 1446  هـ
- 35 شوال 1446  هـ
- 46 شوال 1446  هـ
- 57 شوال 1446  هـ
- 68 شوال 1446  هـ
- 79 شوال 1446  هـ
- 810 شوال 1446  هـ
- 911 شوال 1446  هـ
- 1012 شوال 1446  هـ
- 1113 شوال 1446  هـ
- 1214 شوال 1446  هـ
- 1315 شوال 1446  هـ
- 1416 شوال 1446  هـ
- 1517 شوال 1446  هـ
- 1618 شوال 1446  هـ
- 1719 شوال 1446  هـ
- 1820 شوال 1446  هـ
- 1921 شوال 1446  هـ
- 2022 شوال 1446  هـ
- 2123 شوال 1446  هـ
- 2224 شوال 1446  هـ
- 2325 شوال 1446  هـ
- 2426 شوال 1446  هـ
- 2527 شوال 1446  هـ
- 2628 شوال 1446  هـ
- 2729 شوال 1446  هـ
- 2830 شوال 1446  هـ
- 291 ذو القعدة 1446  هـ
- 302 ذو القعدة 1446  هـ
- 13 ذو القعدة 1446  هـ
- 24 ذو القعدة 1446  هـ

9 أبريل أو 9 نيسان أو يوم 9 \ 4 (اليوم التاسع من الشهر الرابع) هو اليوم التاسع والتسعون (99) من السنة البسيطة، أو اليوم المئة (100) من السنوات الكبيسة وفقًا للتقويم الميلادي الغربي (الغريغوري). يبقى بعده 266 يوما لانتهاء السنة.

## أحداث
- 1413 - تنصيب هنري الخامس ملكًا على إنجلترا.
- 1609 - قام فيليب الثالث ملك إسبانيا بطرد المسلمين من إسبانيا في عملية استغرقت الفترة بين 1609 بلنسية و 1614 م قشتالة.
- 1912 - انضمام منطقة السلوم رسميًا إلى مصر.
- 1925 - مظاهرات حاشدة في دمشق احتجاجاً على زيارة آرثر بلفور وزير الخارجية البريطاني السابق. حاصر المتظاهرون فندق فيكتوريا حيث كان يمكث بلفور فنصحه المفوض السامي الفرنسي الجنرال سراي بمغادرة دمشق. تدخل الجيش الفرنسي وقام بإلقاء قنابل دخانية على المتظاهرين لإتاحة الفرصة لبلفور للتسلل من الفندق والمغادرة إلى بيروت.
- 1928 - الحكومة التركية تتبنى قانونًا يفصل بين الدين والدولة بشكل تام، وتعلن تبني الدولة للعلمانية.
- 1938 - التونسيون ينتفضون ضد المستعمر الفرنسي فيما عرف باسم ثورة 9 أبريل.
- 1940 - ألمانيا النازية تحتل الدنمارك والنرويج في الحرب العالمية الثانية.
- 1945 - تشكيل حكومة فارس الخوري الثانية في سوريا.
- 1948 - وقوع مذبحة دير ياسين على يد منظمتي الإرجون وشتيرن الصهيونيتين، وسقط بالمذبحة 360 قتيل.
- 1952 - اصطدام طائرة تابعة للخطوط الجوية اليابانية بجبل ميهارا، ويتسبب ذلك بمقتل 37 شخص.
- 1953 - إنشاء اتحاد البريد العربي.
- 1956 - الملك حسين عاهل الأردن يزور دمشق للمرة الأولى، ويجتمع بالرئيس السوري شكري القوتلي.
- 1962 - مجلس الأمن يصدر القرار 171 الذي يدين سوريا وإسرائيل لخرق اتفاقيات الهدنة ويتهم إسرائيل بخرق قرارات مجلس الأمن السابقة.
- 1963 - الولايات المتحدة تقرر منح المواطنة الفخرية للزعيم البريطاني ونستون تشرشل ليكون أول أجنبي يحصل على هذه الصفة.
- 1965 - مناوشات عسكرية حدودية بين الهند وباكستان وذلك في بداية الحرب الثانية بينهم.
- 1967 - أول طائرة بوينغ 737 تقوم برحلة تجريبية.
- 1976 - دخول القوات السورية إلى لبنان لأول مرة في خطوة سبقت التدخل على نطاق واسع في حزيران، وسيطرتها على معبر المصنع الحدودي مع لبنان ونشرها كتيبتي مشاة في سهل البقاع.
- 1980 - الحكومة العراقية تعدم المفكر الإسلامي السيد محمد باقر الصدر وأخته آمنة الصدر.
- 1981 - اصطدام غواصة نووية أمريكية بسفينة شحن يابانية.
- 1989 - قوات سوفيتية تقوم بقتل 20 شخص وإصابة المئات أثناء قمع مظاهرة سلمية في تبليسي ضد الحكم السوفيتي، ويعتبر هذا التاريخ يوم وطني في جورجيا.
- 1991 -
  - اعلان استقلال جورجيا عن الاتحاد السوفيتي.
  - القوات السوفيتية تبدأ بالإنسحاب من بولندا.
- 1992 - محكمة اتحادية في الولايات المتحدة تصدر حكمًا بسجن رئيس بنما الأسبق مانويل نورييغا وذلك بتهمة بالتورط بتجارة المخدرات.
- 1999 - اغتيال رئيس جمهورية النيجر إبراهيم باري مايناسارا.
- 2003 - سقوط حزب البعث الحاكم في العراق بقيادة الرئيس صدام حسين وذلك بدخول قوات التحالف إلى العاصمة بغداد وإسقاط تمثال صدام الموجود في ساحة الفردوس.
- 2004 - عبد العزيز بوتفليقة يفوز في الانتخابات الرئاسية الجزائرية لفترة رئاسية ثانية.
- 2005 - ولي عهد المملكة المتحدة الأمير تشارلز يتزوج من كاميلا باركر بولز، والملكة إليزابيث الثانية تمنحها لقب دوقة كورنوال.
- 2009 - إجراء الانتخابات الرئاسية الجزائرية والتي يتنافس فيها ستة هم الرئيس المنتهية ولايته عبد العزيز بوتفليقة وأمين عام حزب العمال الجزائري والمرأة الوحيدة المرشحة لويزة حنون ورئيس الجبهة الوطنية الجزائرية موسى تواتي ورئيس حزب عهد 54 علي فوزي رباعين ومحمد جهيد تونسي ومرشح حزب العدالة والحرية محمد السعيد.
- 2016 - مقتل ما لا يقل عن 18 جندي فلبيني وأصيب أكثر من 70 آخرين على يد أعضاء جماعة أبو سياف في معركة تيبو- تيبو.
- 2017 - تفجيران في كنيستي مار جرجس في مدينة طنطا ومار مرقس في مدينة الإسكندرية في مصر يوقعان 45 قتيلًا وأكثر من 136 جريحًا.
- 2021 - إخلاء أكثر من 20 ألف مواطن من جزيرة سانت فينسنت، بعد تفجر بركان لا سوفريير الذي كان خامدًا منذ عام 1979
- 2022- البرلمان الباكستاني يقوم بحجب الثقة عن رئيس الوزراء عمران خان.

## مواليد
- 1336 - تيمورلنك، قائد عسكري مغولي.
- 1806 - إسامبارد كينجدم برونيل، مهندس بريطاني.
- 1821 - شارل بودلير، شاعر فرنسي.
- 1835 - الملك ليوبولد الثاني، ملك بلجيكا.
- 1865 - إريك لودندورف، عسكري ألماني.
- 1867 - كريس واتسون، رئيس وزراء أستراليا.
- 1872 - ليون بلوم، رئيس وزراء فرنسا.
- 1883 - الملك محمد نادر شاه، ملك أفغانستان.
- 1884 - يوسف العظمة، وزير حربية ورئيس أركان سوري.
- 1921 - بيار إده، سياسي ومحام لبناني.
- 1922 - كارل أمري، كاتب ألماني.
- 1945 - عمر خورشيد، ممثل ومغني مصري.
- 1954 - دنيس كايد، ممثل أمريكي.
- 1975 - روبي فاولر، لاعب كرة قدم إنجليزي.
- 1976 - شمس، ممثلة مصرية.
- 1977 - يوسف الثويني، لاعب كرة قدم كويتي.
- 1978 - جورجي أندرادي، لاعب كرة قدم برتغالي.
- 1980 - جيركو ليكو، لاعب كرة قدم كرواتي.
- 1981 - آيرينيوز جيلين، لاعب كرة قدم بولندي.
- 1986 - لايتن ميستر، ممثلة أمريكية.
- 1987 - جيسي مكارتني، مغني وممثل أمريكي.
- 1990 - كريستين ستيوارت، ممثلة أمريكية.
- 1991 - أيمن أشرف، لاعب كرة قدم مصري.
- 1998 - إيل فانينغ، ممثلة أمريكية.

## وفيات
- 491 - الإمبراطور زينون، إمبراطور الإمبراطورية البيزنطية.
- 1492 - لورينزو دي ميديشي، حاكم فلورنسا.
- 1626 - فرانسيس بيكون، فيلسوف إنجليزي.
- 1908 - يوجين لوفيبور، عالم مصريات فرنسي.
- 1922 ـ السير باتريك مانسون، طبيب اسكتلندي، مؤسس طب المناطق الحارة.
- 1964 - صالحة قاصين، ممثلة مصرية.
- 1980 -
  - محمد باقر الصدر، رجل دين ومفكر إسلامي عراقي.
  - آمنة الصدر، أخت محمد باقر الصدر.
- 1981 - يحيى الطاهر عبد الله، كاتب مصري.
- 1982 - زوزو ماضي، ممثلة مصرية.
- 2002 - أحمد المصلح، شاعر وصحفي أردني.
- 2010 - زولتان فارغا، لاعب كرة قدم هنغاري.
- 2012 - فؤاد خليل، ممثل مصري.
- 2018 - سعد محمد رحيم، كاتب ومؤلف عراقي.
- 2019 - ناجي أنجلو، ممثل مصري.
- 2021 - الأمير فيليب، دوق إدنبرة، زوج إليزابيث الثانية ملكة المملكة المتحدة.
- 2022 - ليلى نصر، ممثلة مصرية.

## أعياد ومناسبات
- اليوم الوطني في جورجيا.
- عيد الشهداء، الإحتفال بذكرى ثورة 9 أفريل 1938 في تونس.
- يوم فيمي ريدج في كندا.
- ذكرى سقوط بغداد في العراق.

## وصلات خارجية
- وكالة الأنباء القطريَّة: حدث في مثل هذا اليوم.
- النيويورك تايمز: حدث في مثل هذا اليوم.
- BBC: حدث في مثل هذا اليوم.